# ميغين برايس
ميغين برايس (بالإنجليزية: Megyn Price)‏ هي ممثلة أمريكية، ولدت في 24 مارس 1971 بسياتل في الولايات المتحدة.

## أعمال

### مسلسلات
- أميريكان داد!
- قواعد الارتباط
- معاقب مدى الحياة

## وصلات خارجية
- ميغين برايس على موقع IMDb (الإنجليزية)
- ميغين برايس على موقع ميتاكريتيك (الإنجليزية)
- ميغين برايس على موقع روتن توميتوز (الإنجليزية)
- ميغين برايس على موقع ألو سيني (الفرنسية)
- ميغين برايس على موقع تيرنر كلاسيك موفيز (الإنجليزية)
- ميغين برايس على موقع أول موفي (الإنجليزية)
- ميغين برايس على موقع إن إن دي بي (الإنجليزية)
- ميغين برايس على موقع قاعدة بيانات الفيلم (الإنجليزية)
- ميغين برايس على موقع كينوبويسك (الروسية)